# Liga Siatkówki Kobiet 2016-2017
La Liga Siatkówki Kobiet 2016-2017 si è svolta dal 15 ottobre 2016 al 28 aprile 2017: al torneo hanno partecipato quattordici squadre di club polacche e la vittoria finale è andata per la sesta volta, la quarta consecutiva, al Chemik Police.

## Regolamento

### Formula
Le squadre hanno disputato un girone all'italiana, con gare di andata e ritorno, per un totale di ventisei giornate; al termine della regular season:
- Le prime quattro classificate hanno acceduto ai play-off scudetto, strutturati in turni di semifinale con accoppiamenti incrociati rispetto alla posizione raggiunta al termine della stagione regolare (1ª-4ª e 2ª-3ª) e finali (1º e 3º posto), con entrambi i turni strutturati con gare di andata e ritorno. in caso una vittoria a testa, coi punteggi di 3-0 e 3-1 sono stati assegnati 3 punti alla squadra vincente e 0 a quella perdente, col punteggio di 3-2 sono stati assegnati 2 punti alla squadra vincente e 1 a quella perdente; in caso di parità di punti dopo le due partite è stato disputato un golden set.
- La quinta e la sesta classificata hanno acceduto alla finale 5º posto, strutturata con gare di andata e ritorno e criteri di vittoria analoghi a quelli dei play-off scudetto.
- La settima e l'ottava classificata hanno acceduto alla finale 7º posto, strutturata con gare di andata e ritorno e criteri di vittoria analoghi a quelli dei play-off scudetto.
- La nona e la decima classificata hanno acceduto alla finale 9º posto, strutturata con gare di andata e ritorno e criteri di vittoria analoghi a quelli dei play-off scudetto.
- L'undicesima e la dodicesima classificata hanno acceduto alla finale 11º posto, strutturata con gare di andata e ritorno.
- La tredicesima e la quattordicesima classificata hanno acceduto alla finale 13º posto, strutturata con gare di andata e ritorno e criteri di vittoria analoghi a quelli dei play-off scudetto.
- La squadra risultata perdente alla finale 13º posto ha affrontato uno spareggio promozione-retrocessione con la vincente dei play-off della I liga, strutturato in una finale, giocata al meglio di tre vittorie su cinque gare: la vincente dello spareggio ha ottenuto il diritto a partecipare alla Liga Siatkówki Kobiet 2017-18, mentre la perdente disputerà la I liga 2017-18.

### Criteri di classifica
Se il risultato finale è stato di 3-0 o 3-1 sono stati assegnati 3 punti alla squadra vincente e 0 a quella sconfitta, se il risultato finale è stato di 3-2 sono stati assegnati 2 punti alla squadra vincente e 1 a quella sconfitta.
L'ordine del posizionamento in classifica è stato definito in base a:
- Punti;
- Numero di partite vinte;
- Ratio dei set vinti/persi;
- Ratio dei punti realizzati/subiti.

## Squadre partecipanti
Alla Liga Siatkówki Kobiet 2016-17 hanno partecipato quattordici squadre: oltre alle dodici già presenti nel campionato precedente, si sono aggiunte le due neopromosse ŁKS e Toruń, rispettivamente prima e seconda nella I Liga 2015-16.
| Club               | Città                   | Palazzetto                              | Stagione precedente          |
| ------------------ | ----------------------- | --------------------------------------- | ---------------------------- |
| BKS                | Bielsko-Biała           | Hala Widowiskowo-Sportowa Bielsko-Biała | 7ª in Liga Siatkówki Kobiet  |
| Impel              | Breslavia               | Hala Orbita Breslavia                   | 3ª in Liga Siatkówki Kobiet  |
| Pałac Bydgoszcz    | Bydgoszcz               | Hala Łuczniczka Bydgoszcz               | 9ª in Liga Siatkówki Kobiet  |
| MKS                | Dąbrowa Górnicza        | Hala Centrum Dąbrowa Górnicza           | 4ª in Liga Siatkówki Kobiet  |
| Legionovia         | Legionowo               | Arena Legionowo Legionowo               | 10ª in Liga Siatkówki Kobiet |
| Budowlani Łódź     | Łódź                    | Atlas Arena Łódź                        | 5ª in Liga Siatkówki Kobiet  |
| ŁKS                | Łódź                    | Atlas Arena Łódź                        | 1ª in I liga                 |
| Muszyna            | Muszyna                 | Hala sportowa Muszyna Muszyna           | 6ª in Liga Siatkówki Kobiet  |
| KSZO Ostrowiec     | Ostrowiec Świętokrzyski | Hala KSZO Ostrowiec Świętokrzyski       | 12ª in Liga Siatkówki Kobiet |
| PTPS               | Piła                    | Hala MoSiR Piła                         | 8ª in Liga Siatkówki Kobiet  |
| Chemik Police      | Police                  | Arena Szczecin Stettino                 | Campione di Polonia          |
| Developres Rzeszów | Rzeszów                 | Hala Podpromie Rzeszów                  | 11ª in Liga Siatkówki Kobiet |
| Atom Trefl Sopot   | Sopot                   | Ergo Arena Sopot                        | 2ª in Liga Siatkówki Kobiet  |
| Toruń              | Toruń                   | Arena Toruń Toruń                       | 2ª in I liga                 |

## Torneo

### Regular season

#### Risultati
| Prima giornata |                        |     |                            |
|                |                        |     |                            |
| 15-10          | Police-Piła            | 3-0 | 25-12, 25-19, 25-21        |
| 15-10          | Muszyna-Bydgoszcz      | 3-1 | 26-24, 25-21, 23-25, 31-29 |
| 15-10          | Bielsko-Biała-Sopot    | 3-1 | 19-25, 25-22, 25-18, 26-24 |
| 16-10          | Breslavia-Ostrowiec Ś. | 3-0 | 25-14, 25-22, 25-17        |
| 16-10          | Toruń-ŁKS Łódź         | 3-0 | 25-18, 25-21, 25-15        |
| 17-10          | Dąbrowa G.-Rzeszów     | 0-3 | 0-25, 0-25, 0-25           |
| 18-10          | Bud. Łódź-Legionowo    | 3-1 | 21-25, 25-8, 25-21, 25-20  |

| Seconda giornata |                         |     |                                  |
|                  |                         |     |                                  |
| 22-10            | ŁKS Łódź-Breslavia      | 3-2 | 25-16, 25-23, 15-25, 23-25, 15-8 |
| 22-10            | Muszyna-Legionowo       | 3-2 | 25-17, 18-25, 20-25, 25-23, 15-6 |
| 22-10            | Ostrowiec Ś.-Dąbrowa G. | 2-3 | 23-25, 19-25, 25-23, 27-25, 8-15 |
| 22-10            | Bydgoszcz-Police        | 1-3 | 25-23, 19-25, 14-25, 17-25       |
| 23-10            | Rzeszów-Bud. Łódź       | 1-3 | 17-25, 26-24, 21-25, 22-25       |
| 23-10            | Sopot-Piła              | 3-0 | 25-18, 25-22, 25-19              |
| 24-10            | Bielsko-Biała-Toruń     | 1-3 | 25-19, 23-25, 23-25, 24-26       |

| Terza giornata |                         |     |                            |
|                |                         |     |                            |
| 28-10          | Muszyna-Rzeszów         | 0-3 | 15-25, 23-25, 10-25        |
| 29-10          | Police-Legionowo        | 3-0 | 25-15, 25-23, 25-19        |
| 29-10          | Toruń-Sopot             | 0-3 | 20-25, 15-25, 20-25        |
| 29-10          | Dąbrowa G.-ŁKS Łódź     | 1-3 | 25-13, 20-25, 22-25, 19-25 |
| 29-10          | Piła-Bydgoszcz          | 1-3 | 22-25, 13-25, 25-19, 19-25 |
| 31-10          | Bud. Łódź-Ostrowiec Ś.  | 3-0 | 26-24, 25-18, 25-16        |
| 31-10          | Breslavia-Bielsko-Biała | 3-1 | 20-25, 25-18, 25-18, 25-16 |

| Quarta giornata |                          |     |                                   |
|                 |                          |     |                                   |
| 05-11           | Ostrowiec Ś.-Muszyna     | 3-1 | 25-14, 23-25, 25-23, 26-24        |
| 05-11           | Legionowo-Piła           | 3-0 | 25-22, 25-23, 25-19               |
| 06-11           | Rzeszów-Police           | 2-3 | 24-26, 16-25, 25-23, 25-21, 12-15 |
| 06-11           | Toruń-Breslavia          | 0-3 | 23-25, 17-25, 18-25               |
| 06-11           | Sopot-Bydgoszcz          | 1-3 | 25-13, 16-25, 23-25, 20-25        |
| 07-11           | ŁKS Łódź-Bud. Łódź       | 0-3 | 17-25, 19-25, 16-25               |
| 08-11           | Bielsko-Biała-Dąbrowa G. | 0-3 | 15-25, 21-25, 23-25               |

| Quinta giornata |                         |     |                                   |
|                 |                         |     |                                   |
| 12-11           | Muszyna-ŁKS Łódź        | 3-2 | 23-25, 23-25, 25-20, 26-24, 15-9  |
| 12-11           | Piła-Rzeszów            | 3-2 | 25-21, 27-25, 21-25, 17-25, 15-8  |
| 13-11           | Sopot-Breslavia         | 1-3 | 13-25, 26-24, 18-25, 22-25        |
| 13-11           | Bydgoszcz-Legionowo     | 3-0 | 25-23, 25-16, 25-15               |
| 13-11           | Police-Ostrowiec Ś.     | 3-1 | 25-13, 25-15, 21-25, 25-14        |
| 14-11           | Bud. Łódź-Bielsko-Biała | 3-2 | 25-20, 25-17, 18-25, 23-25, 15-10 |
| 24-11           | Dąbrowa G.-Toruń        | 3-0 | 25-9, 25-22, 25-14                |

| Sesta giornata |                       |     |                                   |
|                |                       |     |                                   |
| 17-11          | ŁKS Łódź-Police       | 1-3 | 18-25, 25-16, 24-26, 19-25        |
| 19-11          | Toruń-Bud. Łódź       | 0-3 | 16-25, 18-25, 17-25               |
| 19-11          | Ostrowiec Ś.-Piła     | 1-3 | 20-25, 26-24, 20-25, 19-25        |
| 19-11          | Rzeszów-Bydgoszcz     | 3-2 | 21-25, 25-18, 21-25, 25-13, 15-9  |
| 20-11          | Bielsko-Biała-Muszyna | 3-0 | 25-13, 25-19, 25-15               |
| 20-11          | Sopot-Legionowo       | 3-2 | 21-25, 25-19, 25-15, 17-25, 15-13 |
| 21-11          | Breslavia-Dąbrowa G.  | 2-3 | 23-25, 25-21, 24-26, 25-18, 12-15 |

| Settima giornata |                        |     |                            |
|                  |                        |     |                            |
| 25-11            | Bydgoszcz-Ostrowiec Ś. | 3-0 | 25-17, 25-12, 25-19        |
| 26-11            | Muszyna-Toruń          | 3-1 | 15-25, 25-18, 25-14, 25-22 |
| 26-11            | Bud. Łódź-Breslavia    | 3-0 | 25-20, 25-19, 25-23        |
| 26-11            | Piła-ŁKS Łódź          | 3-1 | 22-25, 25-23, 25-23, 25-22 |
| 27-11            | Police-Bielsko-Biała   | 3-1 | 25-19, 26-28, 25-15, 25-23 |
| 27-11            | Dąbrowa G.-Sopot       | 3-0 | 25-15, 25-13, 25-16        |
| 28-11            | Legionowo-Rzeszów      | 0-3 | 23-25, 25-27, 16-25        |

| Ottava giornata |                        |     |                                  |
|                 |                        |     |                                  |
| 30-11           | Sopot-Rzeszów          | 3-1 | 26-24, 15-25, 25-23, 25-19       |
| 30-11           | Toruń-Police           | 0-3 | 17-25, 19-25, 17-25              |
| 30-11           | Breslavia-Muszyna      | 3-1 | 25-19, 20-25, 25-22, 25-11       |
| 30-11           | ŁKS Łódź-Bydgoszcz     | 1-3 | 15-25, 25-20, 22-25, 23-25       |
| 30-11           | Dąbrowa G.-Bud. Łódź   | 3-2 | 25-20, 25-22, 19-25, 23-25, 15-7 |
| 30-11           | Ostrowiec Ś.-Legionowo | 3-2 | 25-23, 19-25, 17-25, 25-22, 15-6 |
| 30-11           | Bielsko-Biała-Piła     | 1-3 | 25-16, 12-25, 9-25, 13-25        |

| Nona giornata |                         |     |                                   |
|               |                         |     |                                   |
| 03-12         | Muszyna-Dąbrowa G.      | 3-2 | 25-23, 25-21, 22-25, 15-25, 15-12 |
| 03-12         | Legionowo-ŁKS Łódź      | 0-3 | 16-25, 21-25, 22-25               |
| 03-12         | Bydgoszcz-Bielsko-Biała | 3-1 | 25-19, 19-25, 25-22, 25-11        |
| 03-12         | Bud. Łódź-Sopot         | 3-0 | 25-14, 25-14, 25-17               |
| 04-12         | Piła-Toruń              | 3-0 | 25-18, 25-18, 25-19               |
| 04-12         | Rzeszów-Ostrowiec Ś.    | 3-0 | 25-21, 25-9, 25-21                |
| 04-12         | Police-Breslavia        | 3-2 | 25-20, 18-25, 19-25, 25-23, 15-9  |

| Decima giornata |                         |     |                                   |
|                 |                         |     |                                   |
| 07-12           | Dąbrowa G.-Police       | 0-3 | 13-25, 13-25, 17-25               |
| 07-12           | Bud. Łódź-Muszyna       | 3-0 | 25-20, 25-14, 25-22               |
| 07-12           | Breslavia-Piła          | 3-0 | 25-22, 25-20, 25-18               |
| 07-12           | Toruń-Bydgoszcz         | 3-1 | 22-25, 27-25, 25-13, 25-16        |
| 07-12           | Bielsko-Biała-Legionowo | 3-2 | 20-25, 24-26, 26-24, 25-18, 15-12 |
| 07-12           | Sopot-Ostrowiec Ś.      | 0-3 | 23-25, 25-27, 15-25               |
| 15-12           | ŁKS Łódź-Rzeszów        | 0-3 | 21-25, 19-25, 18-25               |

| Undicesima giornata |                       |     |                                   |
|                     |                       |     |                                   |
| 10-12               | Muszyna-Sopot         | 3-1 | 25-19, 12-25, 25-18, 26-24        |
| 10-12               | Rzeszów-Bielsko-Biała | 3-0 | 25-17, 25-15, 25-19               |
| 10-12               | Legionowo-Toruń       | 3-1 | 25-11, 24-26, 25-23, 25-22        |
| 10-12               | Piła-Dąbrowa G.       | 2-3 | 19-25, 25-22, 25-20, 19-25, 11-15 |
| 11-12               | Police-Bud. Łódź      | 3-0 | 25-18, 25-17, 25-21               |
| 11-12               | Bydgoszcz-Breslavia   | 0-3 | 19-25, 17-25, 14-25               |
| 12-12               | Ostrowiec Ś.-ŁKS Łódź | 1-3 | 21-25, 26-24, 22-25, 23-25        |

| Dodicesima giornata |                            |     |                                   |
|                     |                            |     |                                   |
| 14-12               | Muszyna-Police             | 0-3 | 9-25, 16-25, 20-25                |
| 14-12               | Bielsko-Biała-Ostrowiec Ś. | 3-2 | 11-25, 20-25, 25-18, 25-14, 15-10 |
| 14-12               | Breslavia-Legionowo        | 3-0 | 25-13, 25-18, 25-22               |
| 18-12               | Sopot-ŁKS Łódź             | 3-2 | 25-19, 25-14, 27-29, 23-25, 15-13 |
| 18-12               | Rzeszów-Toruń              | 3-1 | 25-17, 25-16, 23-25, 25-15        |
| 18-12               | Dąbrowa G.-Bydgoszcz       | 3-0 | 25-16, 25-16, 25-22               |
| 19-12               | Bud. Łódź-Piła             | 3-2 | 25-21, 25-21, 19-25, 21-25, 15-10 |

| Tredicesima giornata |                        |     |                            |
|                      |                        |     |                            |
| 22-12                | Police-Sopot           | 3-0 | 25-13, 25-23, 25-15        |
| 22-12                | Legionowo-Dąbrowa G.   | 3-1 | 25-21, 15-25, 25-16, 25-22 |
| 23-12                | Bydgoszcz-Bud. Łódź    | 0-3 | 23-25, 22-25, 16-25        |
| 23-12                | Breslavia-Rzeszów      | 3-0 | 25-17, 25-23, 25-21        |
| 23-12                | Piła-Muszyna           | 3-0 | 25-15, 25-22, 25-16        |
| 30-12                | Ostrowiec Ś.-Toruń     | 3-0 | 25-18, 25-15, 25-21        |
| 30-12                | ŁKS Łódź-Bielsko-Biała | 3-1 | 25-20, 25-21, 22-25, 25-22 |

| Quattordicesima giornata |                        |     |                                   |
|                          |                        |     |                                   |
| 04-01                    | Piła-Police            | 0-3 | 17-25, 20-25, 20-25               |
| 04-01                    | Ostrowiec Ś.-Breslavia | 1-3 | 23-25, 29-27, 15-25, 16-25        |
| 04-01                    | Bydgoszcz-Muszyna      | 2-3 | 9-25, 25-19, 25-11, 20-25, 11-15  |
| 04-01                    | Rzeszów-Dąbrowa G.     | 0-3 | 18-25, 18-25, 18-25               |
| 04-01                    | ŁKS Łódź-Toruń         | 3-2 | 21-25, 21-25, 25-20, 25-18, 19-17 |
| 22-02                    | Sopot-Bielsko-Biała    | 2-3 | 18-25, 25-20, 25-21, 20-25, 10-15 |
| 01-03                    | Legionowo-Bud. Łódź    | 2-3 | 16-25, 25-22, 22-25, 25-21, 10-15 |

| Quindicesima giornata |                         |     |                                   |
|                       |                         |     |                                   |
| 07-01                 | Dąbrowa G.-Ostrowiec Ś. | 3-1 | 20-25, 29-27, 25-22, 25-19        |
| 07-01                 | Bud. Łódź-Rzeszów       | 1-3 | 19-25, 19-25, 25-19, 16-25        |
| 07-01                 | Police-Bydgoszcz        | 3-1 | 25-10, 26-24, 22-25, 25-19        |
| 08-01                 | Breslavia-ŁKS Łódź      | 3-0 | 25-21, 28-26, 25-18               |
| 09-01                 | Toruń-Bielsko-Biała     | 3-2 | 20-25, 25-21, 25-17, 21-25, 15-12 |
| 07-02                 | Legionowo-Muszyna       | 0-3 | 18-25, 22-25, 10-25               |
| 22-03                 | Piła-Sopot              | 3-0 | 30-28, 27-25, 25-15               |

| Sedicesima giornata |                         |     |                                   |
|                     |                         |     |                                   |
| 13-01               | Rzeszów-Muszyna         | 3-2 | 23-25, 25-22, 25-20, 25-27, 15-9  |
| 13-01               | Bielsko-Biała-Breslavia | 1-3 | 25-21, 20-25, 16-25, 13-25        |
| 14-01               | Ostrowiec Ś.-Bud. Łódź  | 2-3 | 25-19, 17-25, 25-22, 23-25, 12-15 |
| 14-01               | ŁKS Łódź-Dąbrowa G.     | 3-1 | 25-22, 16-25, 25-23, 26-24        |
| 15-01               | Sopot-Toruń             | 0-3 | 21-25, 20-25, 18-25               |
| 16-01               | Bydgoszcz-Piła          | 3-0 | 25-17, 25-19, 25-18               |
| 23-02               | Legionowo-Police        | 0-3 | 20-25, 19-25, 22-25               |

| Diciassettesima giornata |                          |     |                                  |
|                          |                          |     |                                  |
| 21-01                    | Dąbrowa G.-Bielsko-Biała | 3-0 | 25-15, 25-18, 25-21              |
| 21-01                    | Police-Rzeszów           | 3-0 | 25-19, 25-16, 25-16              |
| 21-01                    | Piła-Legionowo           | 3-0 | 25-20, 25-21, 25-18              |
| 21-01                    | Muszyna-Ostrowiec Ś.     | 3-2 | 25-20, 18-25, 23-25, 25-20, 15-7 |
| 22-01                    | Bydgoszcz-Sopot          | 1-3 | 16-25, 25-23, 26-28, 21-25       |
| 22-01                    | Breslavia-Toruń          | 3-0 | 25-11, 25-13, 25-14              |
| 22-01                    | Bud. Łódź-ŁKS Łódź       | 3-0 | 25-18, 25-15, 25-17              |

| Diciottesima giornata |                         |     |                                  |
|                       |                         |     |                                  |
| 28-01                 | Ostrowiec Ś.-Police     | 0-3 | 22-25, 20-25, 18-25              |
| 28-01                 | Bielsko-Biała-Bud. Łódź | 0-3 | 22-25, 23-25, 13-25              |
| 28-01                 | ŁKS Łódź-Muszyna        | 3-1 | 25-23, 25-15, 18-25, 25-14       |
| 28-01                 | Legionowo-Bydgoszcz     | 3-2 | 28-26, 25-21, 14-25, 26-28, 15-8 |
| 29-01                 | Breslavia-Sopot         | 3-1 | 26-24, 22-25, 25-16, 25-19       |
| 29-01                 | Rzeszów-Piła            | 3-0 | 25-21, 25-17, 25-10              |
| 29-01                 | Toruń-Dąbrowa G.        | 1-3 | 19-25, 25-20, 23-25, 20-25       |

| Diciannovesima giornata |                       |     |                                   |
|                         |                       |     |                                   |
| 10-02                   | Bud. Łódź-Toruń       | 3-1 | 19-25, 25-21, 25-12, 25-20        |
| 11-02                   | Bydgoszcz-Rzeszów     | 1-3 | 17-25, 18-25, 25-21, 18-25        |
| 11-02                   | Dąbrowa G.-Breslavia  | 2-3 | 25-17, 11-25, 25-23, 18-25, 12-15 |
| 11-02                   | Muszyna-Bielsko-Biała | 3-2 | 25-16, 16-25, 23-25, 25-21, 22-20 |
| 11-02                   | Piła-Ostrowiec Ś.     | 2-3 | 25-20, 21-25, 25-19, 11-25, 13-15 |
| 11-02                   | Legionowo-Sopot       | 2-3 | 25-23, 20-25, 25-22, 20-25, 8-15  |
| 12-02                   | Police-ŁKS Łódź       | 3-2 | 22-25, 25-21, 20-25, 25-19, 15-7  |

| Ventesima giornata |                        |     |                                  |
|                    |                        |     |                                  |
| 05-02              | ŁKS Łódź-Piła          | 3-1 | 25-17, 25-18, 21-25, 25-17       |
| 15-02              | Rzeszów-Legionowo      | 3-0 | 25-20, 25-19, 25-16              |
| 15-02              | Toruń-Muszyna          | 3-0 | 25-20, 25-19, 25-21              |
| 15-02              | Bielsko-Biała-Police   | 1-3 | 18-25, 23-25, 25-23, 17-25       |
| 15-02              | Ostrowiec Ś.-Bydgoszcz | 3-2 | 12-25, 25-19, 25-13, 18-25, 15-9 |
| 15-02              | Sopot-Dąbrowa G.       | 1-3 | 22-25, 16-25, 25-16, 17-25       |
| 15-02              | Breslavia-Bud. Łódź    | 3-1 | 25-19, 25-23, 23-25, 25-21       |

| Ventunesima giornata |                        |     |                                  |
|                      |                        |     |                                  |
| 18-02                | Police-Toruń           | 3-1 | 23-25, 26-24, 25-23, 25-17       |
| 19-02                | Muszyna-Breslavia      | 0-3 | 21-25, 23-25, 22-25              |
| 19-02                | Rzeszów-Sopot          | 3-0 | 25-12, 25-17, 25-17              |
| 19-02                | Legionowo-Ostrowiec Ś. | 3-2 | 25-21, 25-20, 21-25, 17-25, 15-9 |
| 19-02                | Bud. Łódź-Dąbrowa G.   | 3-0 | 25-15, 25-23, 25-8               |
| 20-02                | Bydgoszcz-ŁKS Łódź     | 0-3 | 17-25, 13-25, 17-25              |
| 20-02                | Piła-Bielsko-Biała     | 1-3 | 15-25, 25-19, 18-25, 16-25       |

| Ventiduesima giornata |                         |     |                                 |
|                       |                         |     |                                 |
| 25-02                 | Dąbrowa G.-Muszyna      | 3-0 | 25-15, 25-18, 25-21             |
| 25-02                 | Ostrowiec Ś.-Rzeszów    | 1-3 | 25-22, 18-25, 20-25, 14-25      |
| 26-02                 | Toruń-Piła              | 3-1 | 19-25, 25-17, 25-22, 25-8       |
| 26-02                 | Bielsko-Biała-Bydgoszcz | 3-1 | 25-17, 17-25, 25-21, 28-26      |
| 26-02                 | Sopot-Bud. Łódź         | 2-3 | 7-25, 18-25, 25-23, 25-17, 8-15 |
| 27-02                 | ŁKS Łódź-Legionowo      | 3-0 | 25-15, 27-25, 25-23             |
| 21-03                 | Breslavia-Police        | 3-1 | 25-21, 22-25, 25-21, 25-19      |

| Ventitreesima giornata |                         |     |                                   |
|                        |                         |     |                                   |
| 04-03                  | Piła-Breslavia          | 0-3 | 7-25, 27-29, 16-25                |
| 04-03                  | Bydgoszcz-Toruń         | 1-3 | 19-25, 25-16, 20-25, 23-25        |
| 05-03                  | Police-Dąbrowa G.       | 3-0 | 25-18, 25-18, 26-24               |
| 05-03                  | Legionowo-Bielsko-Biała | 2-3 | 25-11, 23-25, 23-25, 25-22, 13-15 |
| 05-03                  | Ostrowiec Ś.-Sopot      | 3-2 | 17-25, 25-12, 22-25, 26-24, 15-10 |
| 05-03                  | Rzeszów-ŁKS Łódź        | 3-0 | 25-18, 25-15, 25-18               |
| 06-03                  | Muszyna-Bud. Łódź       | 1-3 | 25-27, 24-26, 25-21, 18-25        |

| Ventiquattresima giornata |                       |     |                                   |
|                           |                       |     |                                   |
| 10-03                     | Dąbrowa G.-Piła       | 3-0 | 25-17, 25-11, 25-23               |
| 11-03                     | Toruń-Legionowo       | 3-1 | 25-15, 28-26, 17-25, 25-19        |
| 11-03                     | ŁKS Łódź-Ostrowiec Ś. | 3-0 | 25-23, 25-18, 25-20               |
| 12-03                     | Bud. Łódź-Police      | 3-1 | 25-23, 25-18, 19-25, 25-23        |
| 12-03                     | Breslavia-Bydgoszcz   | 3-2 | 23-25, 25-20, 17-25, 25-11, 15-8  |
| 12-03                     | Bielsko-Biała-Rzeszów | 3-2 | 25-17, 13-25, 25-16, 21-25, 17-15 |
| 13-03                     | Sopot-Muszyna         | 3-2 | 25-19, 26-24, 25-27, 25-27, 15-9  |

| Venticinquesima giornata |                            |     |                                   |
|                          |                            |     |                                   |
| 15-03                    | Police-Muszyna             | 3-0 | 29-27, 25-17, 25-20               |
| 16-03                    | Legionowo-Breslavia        | 1-3 | 25-20, 9-25, 12-25, 17-25         |
| 17-03                    | Toruń-Rzeszów              | 3-2 | 18-25, 14-25, 25-15, 25-18, 15-9  |
| 18-03                    | Ostrowiec Ś.-Bielsko-Biała | 0-3 | 21-25, 16-25, 17-25               |
| 18-03                    | ŁKS Łódź-Sopot             | 3-2 | 20-25, 29-27, 25-20, 24-26, 15-13 |
| 19-03                    | Bydgoszcz-Dąbrowa G.       | 0-3 | 18-25, 13-25, 18-25               |
| 20-03                    | Piła-Bud. Łódź             | 0-3 | 21-25, 18-25, 17-25               |

| Ventiseiesima giornata |                        |     |                                   |
|                        |                        |     |                                   |
| 25-03                  | Bielsko-Biała-ŁKS Łódź | 3-0 | 25-16, 25-15, 25-18               |
| 26-03                  | Muszyna-Piła           | 3-1 | 25-12, 25-17, 21-25, 25-16        |
| 26-03                  | Sopot-Police           | 3-2 | 25-23, 25-22, 21-25, 17-25, 15-13 |
| 26-03                  | Toruń-Ostrowiec Ś.     | 3-2 | 20-25, 21-25, 25-19, 25-16, 15-8  |
| 27-03                  | Bud. Łódź-Bydgoszcz    | 3-0 | 25-12, 25-20, 25-17               |
| 27-03                  | Dąbrowa G.-Legionowo   | 3-1 | 19-25, 25-21, 25-20, 25-17        |
| 28-03                  | Rzeszów-Breslavia      | 3-0 | 25-22, 25-23, 25-22               |

#### Classifica
| Pos. | Squadra            | Pt | G  | V  | P  | SV | SP | Ratio | PF    | PS    | Ratio |
| ---- | ------------------ | -- | -- | -- | -- | -- | -- | ----- | ----- | ----- | ----- |
| 1.   | Chemik Police      | 67 | 26 | 23 | 3  | 73 | 22 | 3.318 | 2 264 | 1 868 | 1.212 |
| 2.   | Impel              | 64 | 26 | 21 | 5  | 69 | 28 | 2.464 | 2 279 | 1 905 | 1.196 |
| 3.   | Budowlani Łódź     | 62 | 26 | 22 | 4  | 70 | 27 | 2.593 | 2 235 | 1 919 | 1.165 |
| 4.   | Developres Rzeszów | 53 | 26 | 17 | 9  | 61 | 35 | 1.743 | 2 171 | 1 867 | 1.163 |
| 5.   | MKS                | 49 | 26 | 17 | 9  | 58 | 39 | 1.487 | 2 96  | 1 994 | 1.051 |
| 6.   | ŁKS                | 39 | 26 | 13 | 13 | 48 | 51 | 0.941 | 2 137 | 2 203 | 0.970 |
| 7.   | BKS                | 31 | 26 | 11 | 15 | 47 | 58 | 0.810 | 2 184 | 2 294 | 0.952 |
| 8.   | Toruń              | 31 | 26 | 11 | 15 | 41 | 56 | 0.732 | 2 10  | 2 162 | 0.930 |
| 9.   | Muszyna            | 29 | 26 | 11 | 15 | 41 | 61 | 0.672 | 2 117 | 2 277 | 0.930 |
| 10.  | Atom Trefl Sopot   | 26 | 26 | 9  | 17 | 41 | 63 | 0.651 | 2 155 | 2 324 | 0.927 |
| 11.  | PTPS               | 26 | 26 | 8  | 18 | 35 | 59 | 0.593 | 1 918 | 2 120 | 0.905 |
| 12.  | Pałac Bydgoszcz    | 26 | 26 | 7  | 19 | 39 | 61 | 0.639 | 2 47  | 2 224 | 0.920 |
| 13.  | KSZO Ostrowiec     | 23 | 26 | 7  | 19 | 39 | 66 | 0.591 | 2 124 | 2 334 | 0.910 |
| 14.  | Legionovia         | 20 | 26 | 5  | 21 | 33 | 69 | 0.478 | 2 59  | 2 305 | 0.893 |

| Qualificata ai play-off scudetto | Qualificata ai play-off 5º posto | Qualificata ai play-off 7º posto | Qualificata ai play-off 9º posto | Qualificata ai play-off 11º posto | Qualificata ai play-off 13º posto |

### Play-off scudetto

#### Tabellone
|  | Semifinali | Semifinali         | Semifinali | Semifinali | Semifinali |  |  | Finale             | Finale             | Finale | Finale | Finale |  |
|  |            |                    |            |            |            |  |  |                    |                    |        |        |        |  |
|  | 1          | Chemik Police      | 3          | 3          | 6          |  |  |                    |                    |        |        |        |  |
|  | 4          | Developres Rzeszów | 0          | 0          | 0          |  |  | Chemik Police      | Chemik Police      | 3      | 3      | 6      |  |
|  | 3          | Budowlani Łódź     | 3          | 3          | 6          |  |  | Budowlani Łódź     | Budowlani Łódź     | 0      | 1      | 1      |  |
|  | 2          | Impel              | 1          | 2          | 3          |  |  |                    |                    |        |        |        |  |
|  |            |                    |            |            |            |  |  |                    |                    |        |        |        |  |
|  |            |                    |            |            |            |  |  | Finale 3º posto    |                    |        |        |        |  |
|  |            |                    |            |            |            |  |  |                    |                    |        |        |        |  |
|  |            |                    |            |            |            |  |  | Developres Rzeszów | Developres Rzeszów | 3      | 3      | 6      |  |
|  |            |                    |            |            |            |  |  | Impel              | Impel              | 2      | 0      | 2      |  |

#### Risultati
| Semifinali |                     |     |                                  |
|            |                     |     |                                  |
| 03-04      | Rzeszów-Police      | 0-3 | 24-26, 18-25, 20-25              |
| 10-04      | Breslavia-Bud. Łódź | 2-3 | 22-25, 25-9, 25-18, 22-25, 10-15 |

| 08-04 | Police-Rzeszów      | 3-0 | 25-10, 25-17, 25-19        |
| 04-04 | Bud. Łódź-Breslavia | 3-1 | 18-25, 25-22, 25-20, 25-22 |

| Finale |                  |     |                            |
|        |                  |     |                            |
| 14-04  | Bud. Łódź-Police | 0-3 | 14-25, 18-25, 17-25        |
| 19-04  | Police-Bud. Łódź | 3-1 | 25-19, 25-20, 22-25, 26-24 |

| Finale 3º posto |                   |     |                                   |
|                 |                   |     |                                   |
| 13-04           | Rzeszów-Breslavia | 3-2 | 25-15, 23-25, 25-21, 14-25, 16-14 |
| 19-04           | Breslavia-Rzeszów | 0-3 | 20-25, 16-25, 17-25               |

### Playoff 5º posto
| Finale |                     |     |                     |
|        |                     |     |                     |
| 30-03  | ŁKS Łódź-Dąbrowa G. | 0-3 | 19-25, 21-25, 17-25 |
| 07-04  | Dąbrowa G.-ŁKS Łódź | 3-0 | 25-16, 25-18, 25-21 |

### Playoff 7º posto
| Finale |                     |     |                                   |
|        |                     |     |                                   |
| 03-04  | Toruń-Bielsko-Biała | 3-2 | 22-25, 22-25, 25-19, 25-23, 15-10 |
| 09-04  | Bielsko-Biała-Toruń | 3-2 | 28-30, 25-22, 25-21, 20-25, 15-11 |

### Playoff 9º posto
| Finale |               |     |                                   |
|        |               |     |                                   |
| 02-04  | Sopot-Muszyna | 3-2 | 25-15, 18-25, 15-25, 25-19, 15-11 |
| 08-04  | Muszyna-Sopot | 1-3 | 11-25, 25-17, 23-25, 13-25        |

### Playoff 11º posto
| Finale |                |     |                                   |
|        |                |     |                                   |
| 02-04  | Bydgoszcz-Piła | 1-3 | 25-16, 22-25, 19-25, 20-25        |
| 08-04  | Piła-Bydgoszcz | 2-3 | 25-21, 25-19, 20-25, 24-26, 12-15 |

### Playoff 13º posto
| Finale |                        |     |                                       |
|        |                        |     |                                       |
| 03-04  | Legionowo-Ostrowiec Ś. | 3-1 | 26-24, 20-25, 25-18, 25-16            |
| 07-04  | Ostrowiec Ś.-Legionowo | 3-0 | 25-22, 28-26, 25-18 Golden set: 13-15 |

### Spareggio promozione-retrocessione
| Finale |                       |     |                                  |
|        |                       |     |                                  |
| 22-04  | Ostrowiec Ś.-Varsavia | 3-1 | 25-20, 14-25, 25-23, 25-12       |
| 23-04  | Ostrowiec Ś.-Varsavia | 2-3 | 15-25, 25-17, 25-21, 22-25, 9-15 |
| 27-04  | Varsavia-Ostrowiec Ś. | 0-3 | 19-25, 23-25, 21-25              |
| 28-04  | Varsavia-Ostrowiec Ś. | 0-3 | 23-25, 22-25, 21-25              |

## Classifica finale
| Pos | Squadra            | Qualificazione           |
| --- | ------------------ | ------------------------ |
|     | Chemik Police      | Champions League 2017-18 |
| 2   | Budowlani Łódź     | Champions League 2017-18 |
| 3   | Developres Rzeszów | Champions League 2017-18 |
| 4   | Impel              |                          |
| 5   | MKS                |                          |
| 6   | ŁKS                |                          |
| 7   | BKS                |                          |
| 8   | Toruń              |                          |
| 9   | Atom Trefl Sopot   |                          |
| 10  | Muszyna            |                          |
| 11  | PTPS               |                          |
| 12  | Pałac Bydgoszcz    |                          |
| 13  | Legionovia         |                          |
| 14  | KSZO Ostrowiec     |                          |

## Statistiche
| Rendimento individuale | Rendimento individuale | Rendimento individuale | Rendimento individuale |
| Pos.                   | Nome                   | Punti                  | Squadra                |
| ---------------------- | ---------------------- | ---------------------- | ---------------------- |
| 1                      | Adela Helić            | 515                    | Developres Rzeszów     |
| 2                      | Kaja Grobelna          | 514                    | Budowlani Łódź         |
| 3                      | Izabela Żebrowska      | 485                    | ŁKS                    |
| 4                      | Helena Horká           | 479                    | MKS                    |
| 5                      | Rebecca Pavan          | 468                    | Toruń                  |
| 6                      | Monika Bociek          | 440                    | Legionovia             |
| 7                      | Soňa Mikysková         | 410                    | BKS                    |
| 8                      | Joanna Frąckowiak      | 407                    | KSZO Ostrowiec         |
| 9                      | Emilia Mucha           | 396                    | BKS                    |
| 10                     | Katarzyna Zaroślińska  | 380                    | Chemik Police          |

| Attacchi vincenti | Attacchi vincenti     | Attacchi vincenti | Attacchi vincenti  |
| Pos.              | Nome                  | Punti             | Squadra            |
| ----------------- | --------------------- | ----------------- | ------------------ |
| 1                 | Adela Helić           | 437               | Developres Rzeszów |
| 2                 | Izabela Żebrowska     | 425               | ŁKS                |
| 3                 | Kaja Grobelna         | 421               | Budowlani Łódź     |
| 4                 | Helena Horká          | 412               | MKS                |
| 5                 | Rebecca Pavan         | 386               | Toruń              |
| 6                 | Monika Bociek         | 376               | Legionovia         |
| 7                 | Soňa Mikysková        | 354               | BKS                |
| 8                 | Joanna Frąckowiak     | 343               | KSZO Ostrowiec     |
| 9                 | Katarzyna Zaroślińska | 309               | Chemik Police      |
| 10                | Emilia Mucha          | 308               | BKS                |

| Muri vincenti | Muri vincenti       | Muri vincenti | Muri vincenti      |
| Pos.          | Nome                | Punti         | Squadra            |
| ------------- | ------------------- | ------------- | ------------------ |
| 1             | Micha Hancock       | 70            | Impel              |
| 2             | Karolina Goliat     | 43            | Atom Trefl Sopot   |
| 3             | Heike Beier         | 42            | Budowlani Łódź     |
| 4             | Kaja Grobelna       | 42            | Budowlani Łódź     |
| 5             | Natalia Kurnikowska | 42            | Impel              |
| 6             | Emilia Mucha        | 39            | BKS                |
| 7             | Anna Kaczmar        | 37            | Developres Rzeszów |
| 8             | Rebecca Pavan       | 37            | Toruń              |
| 9             | Klaudia Kaczorowska | 36            | Developres Rzeszów |
| 10            | Ewelina Polak       | 35            | KSZO Ostrowiec     |

| Battute vincenti | Battute vincenti     | Battute vincenti | Battute vincenti   |
| Pos.             | Nome                 | Punti            | Squadra            |
| ---------------- | -------------------- | ---------------- | ------------------ |
| 1                | Agnieszka Kąkolewska | 114              | Impel              |
| 2                | Sylwia Pycia         | 97               | Budowlani Łódź     |
| 3                | Monika Martałek      | 96               | Impel              |
| 4                | Kamila Ganszczyk     | 92               | MKS                |
| 5                | Katarzyna Mróz       | 90               | Developres Rzeszów |
| 6                | Aleksandra Trojan    | 90               | BKS                |
| 7                | Gabriela Wojtowicz   | 82               | Budowlani Łódź     |
| 8                | Małgorzata Śmieszek  | 79               | Pałac Bydgoszcz    |
| 9                | Justyna Łukasik      | 71               | Atom Trefl Sopot   |
| 10               | Kornelia Moskwa      | 66               | BKS                |
| 10               | Maja Savić           | 66               | Muszyna            |

NB: I dati sono riferiti all'intera stagione.